# Alternativet i Älmhults kommun
Alternativet i Älmhults kommun (ALT Ä) var ett lokalt politiskt parti som var registrerat för val till kommunfullmäktige i Älmhults kommun. Partiet var under mandatperioden 1998–2002 representerat i Älmhults kommunfullmäktige.

## Valresultat
| År   | Röster | %    | Mandat |
| ---- | ------ | ---- | ------ |
| 1998 | 254    | 2,62 | 1 / 49 |
| 2002 | 37     | 0,40 | 0 / 49 |